# Crinoniscus politosummus
Crinoniscus politosummus är en kräftdjursart som beskrevs av Hosie 2008. Crinoniscus politosummus ingår i släktet Crinoniscus och familjen Crinoniscidae.
Artens utbredningsområde är havet kring Nya Zeeland. Inga underarter finns listade i Catalogue of Life.